# ラフェド・エル＝マスリ
ラフェド・エル＝マスリ（Rafed El-Masri、1982年8月17日 - ）はシリアの男子競泳選手。現在はドイツの選手でニーダーザクセン州のクラウスタール＝ツェラーフェルト出身。
当初はシリアの代表として大会に出場しており、2004年のアテネオリンピック出場や2006年のアジア大会で50m自由形で金メダルを獲得したりと活躍した。その後はドイツの代表として2008年の北京オリンピックに出場している。